# یوپ هیله
یوپ هیله (انگلیسی: Joop Hiele؛ زادهٔ ۲۵ دسامبر ۱۹۵۸) بازیکن فوتبال اهل پادشاهی هلند است.
از باشگاه‌هایی که در آن بازی کرده‌است می‌توان به باشگاه فوتبال فاینورد و باشگاه فوتبال گو اهد ایگلز اشاره کرد.
وی همچنین در تیم ملی فوتبال هلند بازی کرده‌است.